# Andrzej Mrowiec
Andrzej Mrowiec, ps. „Mrówa” (ur. 21 sierpnia 1955 w Krakowie, zm. 3 marca 2016 tamże) – polski perkusista jazzowy, jazz-rockowy i funkowy. W późniejszych latach także gitarzysta, kompozytor i autor tekstów spod znaku muzyki country blues.

## Kariera muzyczna
Wywodzi się z krakowskiego środowiska muzycznego – był związany z klubem Pod Jaszczurami oraz z krakowskim oddziałem PSJ. W latach 1978–1980 perkusista, działającej przy Centrum Kultury Rotunda, jazz-rockowo-funkowej grupy Piknik (laureat festiwali Jazz Juniors i Jazz nad Odrą), braci Krzysztofa i Ryszarda Olesińskich. Nagrane przez zespół w 1980 roku w PR Lublin utwory (6 kompozycji braci Olesińskich) – zostały po 45 latach odnalezione i 16 maja 2025 roku wydane na longplayu pt. Piknik. Ponadto w latach 1979–1980 muzycy Pikniku, bez sekcji dętej, towarzyszyli Korze i Markowi Jackowskiemu, który miał jeszcze mało autorskich piosenek, stąd Maanam wykonywał również utwory z repertuaru Pikniku. W latach 1980–1990 muzyk grał w krakowskiej formacji jazzowej Laboratorium z którą nagrał albumy: Nogero (Viev, 1980), The Blue Light Pilot (Helicon, 1982), No 8 (Pronit, Musicorama, 1984) i Anatomy Lesson (Face Music Switzerland, 1987). Poza tym, brał udział w wielu projektach muzycznych, różnych wykonawców w tym zespołów, współpracując m.in. ze Zbigniewem Namysłowskim z którym nagrał jego album pt. Air Condition (Inner City Records, 1980), czy z Johnem Porterem, rejestrując jego pierwszą solową płytę China Disco (Pronit, Musicorama, 1982). W maju i czerwcu 1990 roku wziął udział w nagrywaniu albumu Waweli pt. Małe oceany (AIA Sound, 1990), poza tym grywał w kolejnych formacjach jazzowych i jazz-rockowych, tj.: Pick-Up ze Śląska (próby odbywały się w Rotundzie), a także w krakowskich zespołach Blue Painting (od 1991) z wokalistą Markiem Bałatą, klawiszowcem Tadeuszem Leśniakiem i basistą Krzysztofem Olesińskim – pierwszy, założycielski skład rhythm and bluesowego Charming Beauties w latach 1992–1997 – z którym nagrał jego debiutancki album pt. Womanizer (Dworek, 1993) i zarejestrował 45-minutowy program telewizyjny dla TVP 2, zatytułowany Rhythm'n'blues w Krakowie) oraz Mr. Bober's Friends w latach 1993–1999. A także jako gitarzysta, kompozytor i autor tekstów piosenek w stylu country w formacjach country rockowych Coach i Konwój).
Zmarł 3 marca 2016 roku po ciężkiej chorobie w wieku 60 lat (jego żona Elżbieta również nie żyje). Został pochowany na cmentarzu Salwatorskim w Krakowie (kwatera SC5-3-12).